# Agronom
En agronom (gr.: agro: ager, -nomos: ordne) er en kandidat i agronomi; jordbrugsvidenskab.
Agronomer, også kaldet cand.agro. (candidata/candidatus agronomiæ), er uddannet til at rådgive, undervise og forske indenfor landbrug. Før 1961 anvendtes betegnelsen landbrugskandidat. Indtil 1992 varede uddannelsen til cand.agro. 4 år, men består nu af en bacheloruddannelse på tre år samt to års kandidatuddannelse. Agronomer uddannes i Danmark kun på Det Natur- og Biovidenskabelige Fakultet ved Københavns Universitet.